# 魏爾格拉本河
49°01′58″N 10°51′11″E / 49.032663°N 10.853162°E
魏爾格拉本河（德語：Weihergraben），是德國的河流，位於該國東南部，由巴伐利亞負責管轄，屬於阿爾特米爾河的左支流，河道全長3.7公里，河口處在阿勒斯海姆附近。